# Santa Cruz Texmalaquilla
Santa Cruz Texmalaquilla är en ort i Mexiko.   Den ligger i kommunen Atzitzintla och delstaten Puebla, i den sydöstra delen av landet, 200 km öster om huvudstaden Mexico City. Santa Cruz Texmalaquilla ligger 3 119 meter över havet och antalet invånare är 1 190.
Terrängen runt Santa Cruz Texmalaquilla är kuperad söderut, men norrut är den bergig. Terrängen runt Santa Cruz Texmalaquilla sluttar söderut. Runt Santa Cruz Texmalaquilla är det ganska tätbefolkat, med 93 invånare per kvadratkilometer. Närmaste större samhälle är Río Blanco, 18,6 km sydost om Santa Cruz Texmalaquilla. I omgivningarna runt Santa Cruz Texmalaquilla växer huvudsakligen savannskog.